# Albach Géza

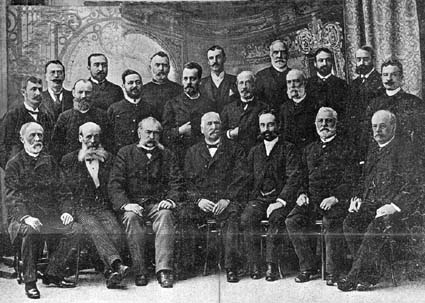
A KAC becsületbírósága 1890-ben, Kolozsvár (balról jobbra, ülnek: Albach Géza, dr. Haller Károly, Girsik János, br. Josika Lajos, br. Josika Gábor, Szigethy Miklós, Haller Rezső; állnak, első sor: gr. Lázár István, dr. Groisz Gusztáv, gr. Béldi Ákos, Concha Győző, Inczédy Sámuel, Gyarmathy Miklós, Deáky Albert; második sor: Kővári Mihály, Matskási Pál, Héczei Lajos, Varró László, gr. Esterházy Kálmán, dr. Baintner Hugó, dr. Felméri Lajos. 1890

Albach Géza (Bártfa, 1829. március 31. – Kolozsvár, 1900. január 24.) jogász, szolgabíró, járásbíró, Kolozsvár polgármestere 1886 és 1898 között.

## Életpályája
Gyöngyösön, Szolnokon és Budán járt iskolába. majd Egerben jogot tanult. Részt vett az  1848-as forradalomban, vitézségéért hadnagyi rangot kapott. A forradalom leverése után bujdosott, csak az 1850-es években sikerült munkába állnia a Szilágyságban (talán Szilágysomlyón) egy osztrák hivatalnok irattárosaként. 
1861-ben Kraszna vármegye tiszteletbeli főjegyzője, 1865-ben szolgabíró, 1869-ben pedig központi szolgabíró. 1872-ben Szilágysomlyón mint királyi járásbíró tevékenykedett. 1879-ben a királyi törvényszékre hívták Kolozsvárra elnökhelyettesnek, miután 1876-tól Déván dolgozott.
1886. április 6-án a városi tisztújító közgyűlésen megválasztották Kolozsvár polgármesterének. Ezt a tisztséget 1898-ig töltötte be.
Polgármestersége alatt folytatta elődje, Haller Károly infrastrukturális fejlesztéseit, és a város látványosan fejlődött, 
de hivatali ideje alatt számtalan botránnyal is szembe kellett néznie. 
Volt amikor (második mandátumára pályázva) választási csalással vádolták, máskor megkérdőjelezhető döntések miatt támadták, de mivel erős támogató képviselőtestület állt mögötte, minden esetben 
sikerült kimentenie magát.
1898-ban lemondott polgármesteri hivataláról, és visszavonult a közéletből. 1900. január 24-én érte a halál hosszas betegeskedés után.

## Megvalósításai
Polgármestersége alatti megvalósításai, eredményei:
- a neológ zsinagóga építésének befejése az EMKE által adott hitelből,
- a közvágóhíd építése, 1887,
- a vasútállomást a központtal összekötő korszerű Szamos-vashíd, 1889,
- közúti vasút, 1893,
- a bonctani és anatómiai intézetek építésének megkezdése, 1888,
- az egyetem épülete építésének megkezdése, 1893,
- orvosi klinikák építése 1897-tól (1903-ban fejezték be),
- a városi csatornarendszer kiépítése,  1897,
- a Főtér korszerűsítése, utcák gránitkövezése,
- a Szent Mihály-templom körüli épületek lebontása,
- a Mátyás-szoborcsoport felállításának egyik kezdeményezője,
- a kolozsvári sportélet támogatója.

## Díjai, kitüntetései
- királyi tanácsosi cím, 1888,
- az Országos Történelmi Ereklye Múzeum tiszti tagja, 1888,
- Vaskorona-rend, 1893,
- felsőbb elismerés a millenniumi kiállítás alkalmából.

## Képek

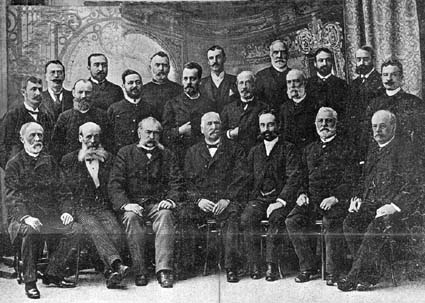
A Kolozsvári Atlétikai Club becsületbirósága, 1890. Albach Géza bal oldalon ülve
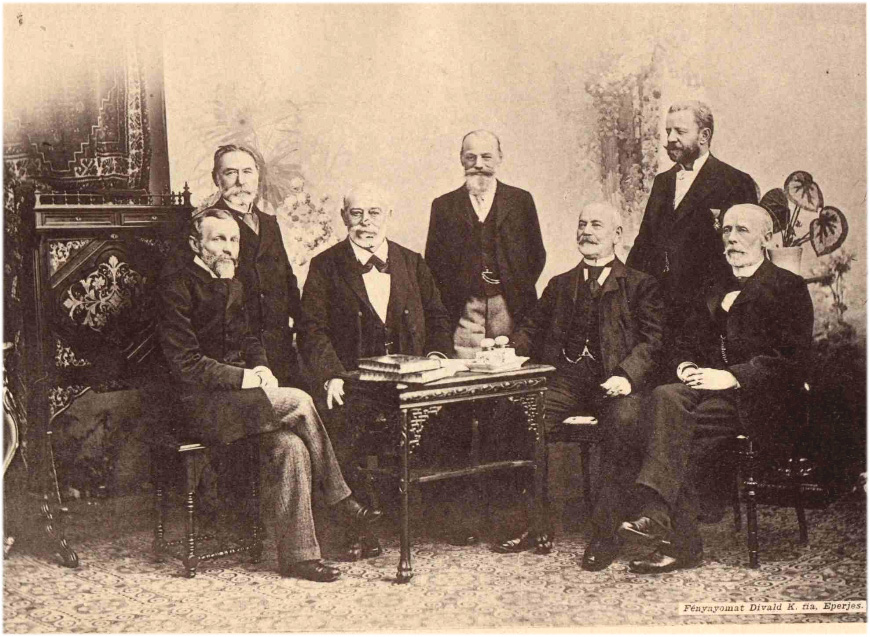
A Kolozsvári Kereskedelmi Akadémia felügyelő bizottsága. Albach Géza jobb oldalon ülve
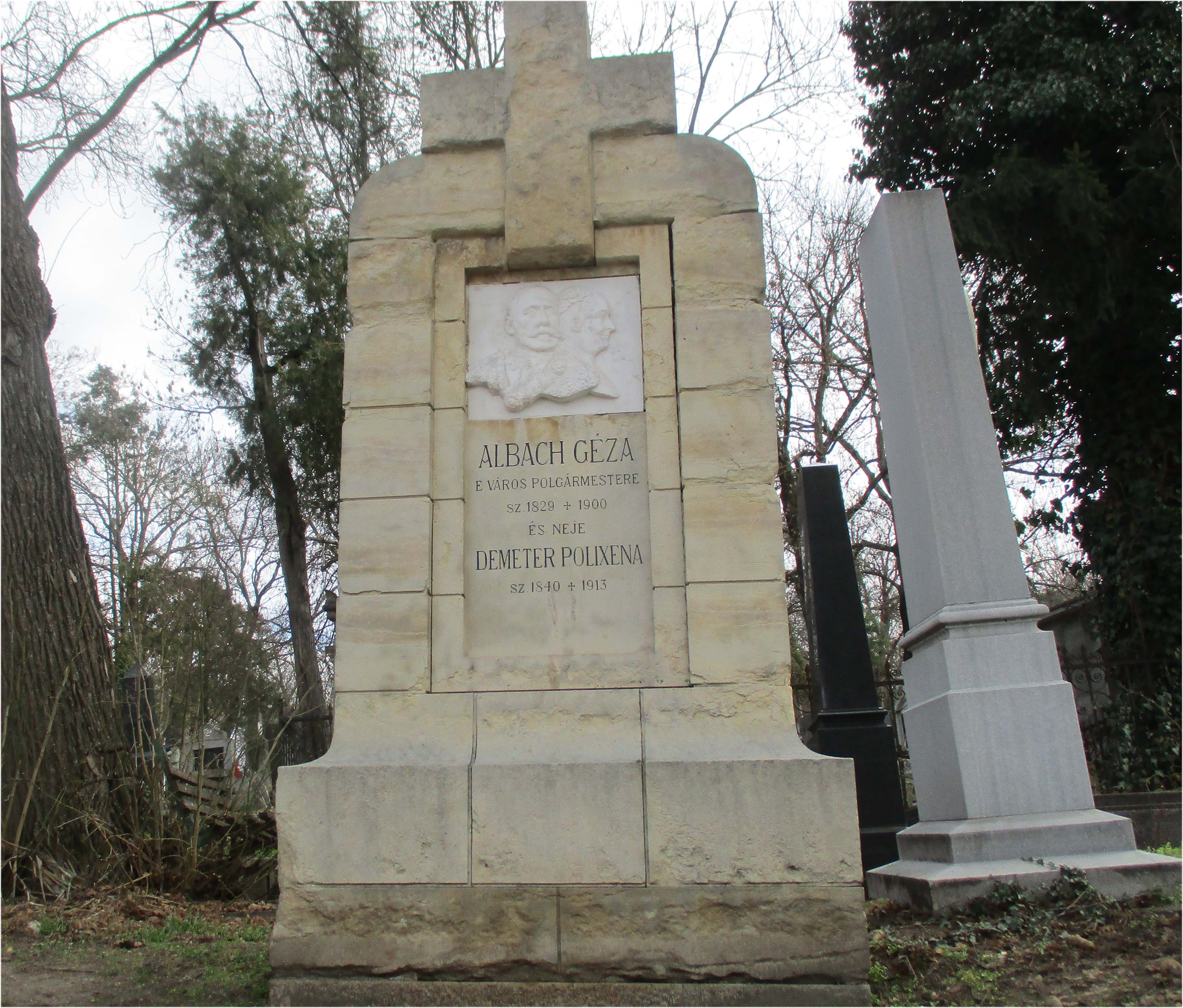
Síremléke a kolozsvári Házsongárdi temető II.a. parcellájában